# باول ريتشي (لاعب كرة قدم)
باول ريتشي (بالإنجليزية: Paul Ritchie)‏ هو لاعب كرة قدم بريطاني في مركز الدفاع، ولد في 21 أغسطس 1975 في كيركالدي في المملكة المتحدة. شارك مع منتخب اسكتلندا تحت 21 سنة لكرة القدم ومنتخب اسكتلندا لكرة القدم. أما مع النوادي، فقد لعب مع بولتون واندررز ودندي يونايتد وديربي كاونتي ومانشستر سيتي ونادي أومونيا ونادي بورتسموث ونادي رينجرز ونادي شمال كارولاينا ونادي والسول وهارت أوف ميدلوثيان.

## وصلات خارجية
- باول ريتشي (لاعب كرة قدم) على موقع الاتحاد الأوربي (الإنجليزية)
- باول ريتشي (لاعب كرة قدم) على موقع الاتحاد الإسكتلندي (الإنجليزية)
- باول ريتشي (لاعب كرة قدم) على موقع قاعدة بيانات كرة القدم.إي يو (الإنجليزية)
- باول ريتشي (لاعب كرة قدم) على موقع ناشيونال فوتبول تيمز (الإنجليزية)
- باول ريتشي (لاعب كرة قدم) على موقع Soccerbase.com (لاعب) (الإنجليزية)
- باول ريتشي (لاعب كرة قدم) على موقع عالم كرة القدم.نت (الإنجليزية)